# Grafschaft Moers
Die Grafschaft Moers war ein am linken Niederrhein gelegenes historisches Territorium, das Teile der Städte Moers und Krefeld sowie einige umliegende Ortschaften und Gebiete umfasste. Obwohl die Grafschaft rechtlich bereits 1797/1801 aufgelöst wurde, bezieht man sich noch heute als Zusatzbezeichnung in Namen für kommunale Einrichtungen und Firmen als „Grafschafter“ häufig auf sie.

## Geschichte

### Zeit vor den Grafen von Moers

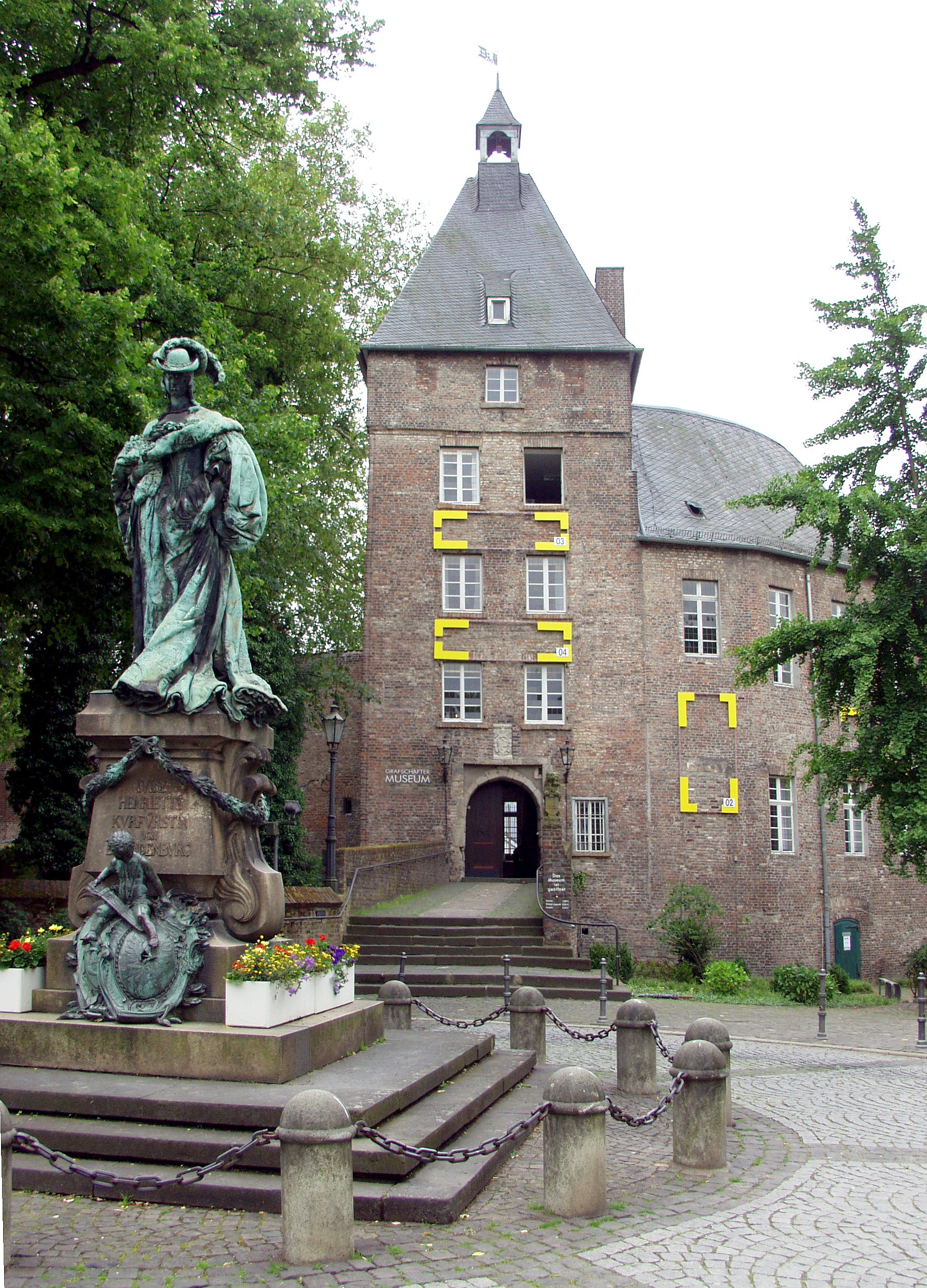
Residenzschloss Moers

Nach Rückzug der Römer vom Niederrhein sind für die nächsten Jahrhunderte keine Urkunden für das Gebiet der späteren Grafschaft bekannt. Für das 4. bis 6. Jahrhundert wurden nur sehr wenige fränkische Einzelfunde im Bereich von Asberg ausgegraben. 1932 wurde in Eick-West ein fränkisches Grab gefunden. Aber erst ab 1957 wurde dieser Bereich intensiver untersucht. Bis 1959 wurden 163 Gräber mit teilweise ergiebigen Grabbeilagen ausgegraben. Die Hauptnutzungszeit dieses Grabfeldes lag zwischen 570 und etwa 650 n. Chr. Der älteste Siedlungsfund im Stadtkern von Moers, ein blaugrauer Kugeltopf, stammt aus dem 9. Jahrhundert und deutet auf eine Besiedlung vor der Errichtung der ersten Gebäude im Burgbereich hin.
Die nächsten gesicherten urkundlichen Nachrichten für das Gebiet gibt es erst ab dem 9. Jahrhundert. Dass Karl der Große in Friemersheim 799 einen Reichstag abgehalten haben soll, bezieht sich auf eine vermutlich gefälschte Urkunde.
In einer Urkunde von 855 schenkt ein Edelmann „Hattho“ dem Kloster Echternach einen großen Herrenhof mit Wald, Wiesen, Gewässer, Mühle und 42 Hörigen im Gebiet von „Reple“. Einige Historiker vermuteten, dass das heutige Repelen dieses Reple gewesen sei. Die dortige Dorfkirche gehört zu den ältesten Kirchen am linken Niederrhein, da sie ursprünglich als kleine Kapelle vermutlich bereits im 7. Jahrhundert vom damaligen Abt des Klosters Echternach, Willibrord, auf den Namen des Heiligen Martin geweiht worden sein soll.
Das Kloster Werden, das gegen Ende des 8. Jahrhunderts gegründet wurde, erhielt nachweisbar im 9. Jahrhundert und später einige Höfe und Gebiete im Bereich der späteren Grafschaft als Pfründe geschenkt. In den Registern dieses Klosters wurde für 1160 eine aus dem Gebiet von Moers stammende adelige Person angeführt. Im Codex Ulphilas aus dem Archiv der Abtei wird angegeben: „Wilhelmus … Comes de Moers … annis 8. obiit 1160 20 Junii“. Dieser Graf Wilhelm war von 1152 bis 1160 Abt der Abtei und damit der erste Hinweis auf die Herren „von Moers“.
Die nächsten urkundlich nachweisbaren Edelherren waren Elgerus und Theoderich de Murse. Sie hatten als Zeugen eine Schlichtung des Erzbischofs von Köln für einen Streit der Ortschaften Ossum und Kerpen 1186 mit beurkundet. Diese „Bezeugung“ durch die Edelherren de Murse zeigt, dass die späteren „Grafen von Moers“ ursprünglich zum Vasallenbereich der Erzbischöfe von Köln gehörten. Ein weiterer Hinweis hierzu ist das älteste bekannte Moerser Schöffensiegel. Dieses wird in einer Urkunde von 1306 verwendet. In dieser Urkunde entschied der Ritter Dietrich von Moers einen Rechtsstreit von Moerser Schöffen. Da das Neusser Schöffengericht bis Mitte des 15. Jahrhunderts die nächsthöhere Instanz (Oberhof) für die Schöffengerichte von Moers und Krefeld war, ist auch hierdurch die anfängliche Zugehörigkeit der Edelherren de Murse zum Einflussbereich der Kölner Erzbischöfe erkennbar.

### Lage und Gebiete der Grafschaft

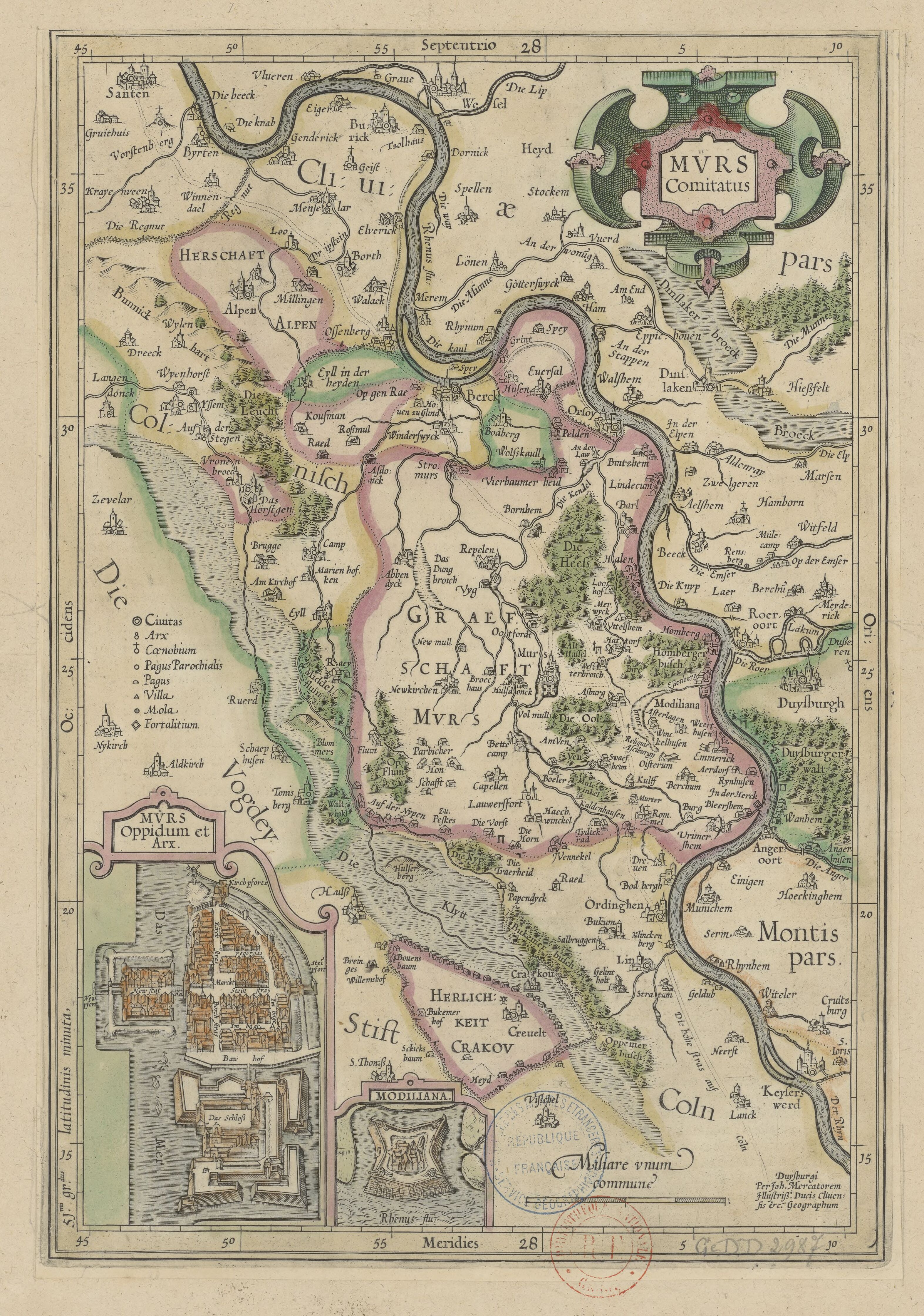
Mürs Comitatus: Karte von Johannes Mercator, aufgenommen ca. 1591–1595

Die Grafschaft Moers war im 12. und 13. Jahrhundert von Gebieten des Erzbistums Köln im Norden und Süden, der Grafschaft Kleve im Osten, der Grafschaft Berg im Süd-Osten und der Grafschaft Geldern im Westen umgeben. Während es der nördlich gelegenen vom Erzbistum Köln lehensabhängigen Grafschaft Kleve gelang, diese Abhängigkeit 1417 durch den römisch-deutschen König Sigismund endgültig zu beenden und wie bereits Geldern und Berg auch zu einem Herzogtum zu werden, war dies Moers nicht möglich. Dass die relativ kleine Grafschaft Moers von größeren Grafschaften und kurkölnischen Gebieten umgeben war, führte zu wechselnden Abhängigkeiten und der jeweiligen Anerkennung der Oberhoheit Kurkölns und/oder dieser Grafschaften bzw. späteren Herzogtümer. Dies endete erst 1600 mit der Oberhoheit der Oranier, die 1702 bis 1946 durch die von Brandenburg-Preußen, von 1796 bis 1813 unterbrochen von Frankreich, abgelöst wurde.
- Neben der Stadt Moers umfasste das Herrschaftsgebiet u. a. die heute zu Duisburg gehörenden Stadtteile und Gebiete Baerl, Friemersheim, Hochemmerich, Rumeln mit Teilen von Kaldenhausen, Oestrum und Homberg, das Gebiet der heutigen Stadt Neukirchen-Vluyn, Kapellen und Repelen.

- Als Exklave innerhalb kurkölnischer Gebiete gehörte zur Grafschaft das südwestlich von Moers gelegene Krefeld mit der inzwischen untergegangenen Burg Cracau (Sitz des Moerser Drosten). Außerdem zählte zur Grafschaft – auf Grund eines alten Erbvertrages – im heutigen Krefelder Stadtteil Hüls die sogenannte Papenburg mit einem zugehörigen Straßenabschnitt (die Moersische Straße).

- Auch einige kleinere Gebiete auf der heute rechten Rheinseite, wie zum Beispiel das bis zu den Rheinverlagerungen ab dem 12. Jahrhundert ursprüngliche linksrheinische Kasslerfeld in Duisburg, gehörten bis 1795/1801 zur Grafschaft Moers.[8]

- Neben diesen Gebieten gehörten, allerdings nur kurzzeitig im Mittelalter, Brüggen, Dülken, Dahlen, Süchteln und Wassenberg für einige Jahre zur Grafschaft.[9][Anm. 2]

- 1399 kam die reichsunmittelbare Grafschaft Saarwerden hinzu; doch bereits 1417 wurde sie durch Erbteilung als Grafschaft Moers-Saarwerden wieder abgespalten.

### Zeit der Grafen von Moers
Wo das ursprüngliche erste Allodialgebiet der ersten Edelherren von Moers lag, ist bisher nicht bekannt. Der erste urkundlich belegbare Kauf eines Grundstückes im Bereich der Burganlage in Moers stammt von 1288. Zu diesem Zeitpunkt kauften die Edelherren Dietrich und Friedrich von Moers hier Grundbesitz von der Abtei Werden.
Dietrich I. von Moers (1226–1262) (Dietrich auch Theoderich geschrieben) ist der erste urkundlich nachweisbare regierende Graf. In einer Urkunde von 1226 beurkundete er der „Abtei Camp“ ein Grundstück erworben zu haben. Es folgten sein Sohn und Erbe Dietrich II. (1262–1294) und die weiteren Mitglieder dieser Adelsfamilie, die im Kapitel „Amtierende Grafen von Moers“ angegeben sind.
Dietrich II. war mit dem Grafen von Geldern auf der Seite von Kurköln Teilnehmer der Schlacht von Worringen, die 1288 den Limburger Erbfolgestreit entschied und die Machtverhältnisse besonders im Gebiet von Maas und Niederrhein veränderte (siehe Vertrag von Vinnbrück). Zu seiner Absicherung, falls die Partei, der er angehörte, verlieren sollte, hatte er vorher die Lehensoberhoheit der Grafen von Kleve für das Gebiet Moers anerkannt. Kleve war bei dieser Auseinandersetzung neutral und konnte deshalb nach Ende des Krieges dem in Gefangenschaft geratenen Grafen von Moers das Lehen und damit den Besitz der Grafschaft erhalten.
Diese Lehensabhängigkeit von Kleve war später häufig umstritten. Friedrich I., amtierender Graf von Moers von 1346 bis 1356, erkannte sie nicht an. Sein Nachfolger Dietrich VI. bestätigte sie zwar bei seinem Amtsantritt 1356 schriftlich, erreichte dann jedoch, dass Kleve 1361 urkundlich bestätigte, dass Schloss und Land Moers kein Mannlehen der Klever sei.
Trotzdem wurde von den späteren Nachfolgern für das Herzogtum Kleve immer wieder die Lehenszuständigkeit geltend gemacht. Beispielsweise war nach Meinung von Graf Adolf II. von Kleve die Grafschaft Moers ein klevisches Lehen. Den Streit hierüber mit Friedrich III. von Moers wurde vom Bischof von Köln in einem Schiedsspruch dahin gehend entschieden, dass dieses Lehen für die Amtszeit von Friedrich III. gültig sei.
Die Grafschaft Moers entwickelte sich schrittweise aus einem ursprünglich nur kleinen Gebiet, das den Edlen von Moers gehört hatte. Wie zu dieser Zeit üblich wurden neue Gebiete entweder mit Gewalt oder durch Kauf erworben. Zusätzlich konnten die Herrschaftsrechte durch rechtlich formale Anerkennungen gegen Ende des 13. und Beginn des 14. Jahrhunderts erweitert und abgesichert werden. Beispielsweise bestätigte König Ludwig der Bayer dem Grafen Dietrich III. von Moers 1317 schriftlich, dass dieser in seinem von Kleve zu Lehen gegebenen Gebiet sowohl für den Wildbann zuständig sei wie auch Wegegelder erheben dürfte.
Bei dem Bestreben, ihr Territorium zu vergrößern, waren aber häufig Widerstände der alten Besitzer zu überwinden. Ein Beispiel hierfür ist der Erwerb des Gebietes Friemersheim durch die Grafen. In diesem Gebiet war die Abtei Werden Eigentümer vieler Höfe und Güter. Um diese abzusichern, verpflichtete der Abt 1297 schriftlich den Vogt der Abtei, die Vogtei Friemersheim mit Borch und Vluyn nicht an die Grafen von Moers zu übertragen und einen Lehensnehmer der Abtei in diesem Gebiet, den Ritter Wilhelm von Friemersheim, gegen die Herren von Moers zu unterstützen. 1366 geriet Bodo von Friemersheim jedoch in Geldnot und verpfändete für 11.800 goldene Schillinge seine Rechte an den Ritter Johann von Moers. Da das Pfand nicht eingelöst wurde, musste der Werdener Abt Johann von Spielberg 1385 die Herrschaft Friemersheim den Grafen von Moers als Lehen übertragen. 1392 wurde die Herrschaft Friemersheim mit den Besitzungen in Vluyn durch zusätzlichen Kauf rechtmäßig ein Gebiet der Grafschaft.
Mit Graf Dietrich IV., der von 1356 bis 1372 regierte, begann eine deutliche Stärkung der lokalen Bedeutung der Grafschaft. Durch die Unterstützung der Moerser für Eduard von Geldern begann eine Annäherung an dieses Herzogtum. Diese führte zur Lockerung der alten Abhängigkeiten, die sowohl zu Kurköln als auch zur Grafschaft Kleve bestanden hatten. Vorteilhaft war weiterhin, dass Ritter Johann von Moers 1364 Eduard von Geldern mit 30.000 Goldschilden unterstützt hatte. Dafür erhielt er die Pfandschaft der Gebiete Millen und Waldfeucht mit der Stadt Gangelt in Geldern. Da Gangelt ein Münzrecht besaß, konnte Moers nun Münzen schlagen.
Durch gute Beziehungen, die sowohl Dietrich IV. als auch dessen Bruder Ritter Johann zu Kaiser Karl IV. hatten, gelangten die Moerser zu weiteren zusätzlichen Einkünften. 1371 erhielt Ritter Johann von Moers vom Kaiser die Erlaubnis, im Bereich der Friemersheimer oder Homberger Werth einen Zoll auf Waren „zu Lande und zu Wasser“ in Höhe von vier Turnosen je Zollfuder zu erheben. Bereits 1372 wurde diese Zollgenehmigung abgeändert, und nun waren neben Ritter Johann auch der Graf Friedrich von Moers und Engelbert III. von der Mark gemeinsam berechtigt, diesen Rheinzoll zu erheben. Ritter Johann verpachtete mit Genehmigung des Grafen von Moers 1372 sein Recht gegen Zahlung eines Erbzinses von 50 Schilden pro Jahr an den Grafen Engelbert von der Mark.
1379 widerrief der römisch-deutsche König Wenzel alle Rheinzölle zwischen Andernach und Rees. Kurze Zeit danach wurde die Genehmigung des Zolls jedoch für die Berechtigten von 1372 wieder im Bereich Homberger Werth erteilt. 1392 vereinbarten die Grafen von Kleve und von der Mark, dass der Anteil der Zollberechtigung von Graf Engelbert nach dessen Tod an den Grafen von Kleve fallen und dieser die 50 Schilde Pacht an die Moerser zahlen sollte.
Ab 1393 kam durch Verpfändung das gesamte Zollaufkommen in die Hand der Moerser. Die Genehmigung für die Erhebung des Zolles durch die Grafen von Moers wurde 1398 von König Wenzel bestätigt. Zusätzlich forderte der König Graf Adolf I. von Kleve und Graf Dietrich I. von der Mark auf, die Moerser bei der Zollerhebung nicht zu behindern. 1411 wurde durch einen Schiedsspruch des Kölner Erzbischofs Friedrich III. nochmals die Zuständigkeit von Moers für den Rheinzoll bestätigt, der aber ab 1541 ohne Einschränkung endgültig ganz in den Besitz der Klever Herzöge gelangte.
Mit einer weiteren Genehmigung durch den Kaiser 1373 wurde den Grafen gestattet, in Friemersheim oder Diedem eine Münzstätte zu betreiben. Die Erlaubnis betraf die Prägung von Goldflorin und Silbermünzen. Wie bereits im Beispiel für Friemersheim angeführt, konnten durch die nun vergrößerten finanziellen Möglichkeiten der Grafenfamilie viele Gebiete zusätzlich erworben und durch Pfandvergaben und Geldeinsatz Einfluss auf machtpolitische Entscheidungen im Bereich des Niederrheins erlangt werden.
Die größte lokale Macht erlangte die Grafschaft unter Friedrich III., der durch Heirat Erbansprüche an der Grafschaft Saarwerden erwarb, die 1399 realisiert werden konnten. Damit herrschte er über zwei zwar räumlich getrennte, aber unter einem Grafen von Moers vereinte Grafschaften. Da Friedrichs Schwager Friedrich III. von Saarwerden von 1370 bis 1414 und nach ihm Friedrichs Sohn Dietrich II. von Moers von 1414 bis 1463 Erzbischöfe von Köln waren, erhöhte dies die lokale Bedeutung am Niederrhein zusätzlich. Bereits nach dem Tode Friedrichs III. wurde über eine Teilung der Verbund der beiden Grafschaften wieder aufgelöst. In allen späteren Verbünden mit Moers waren Adelshäuser aus anderen Territorien federführend.

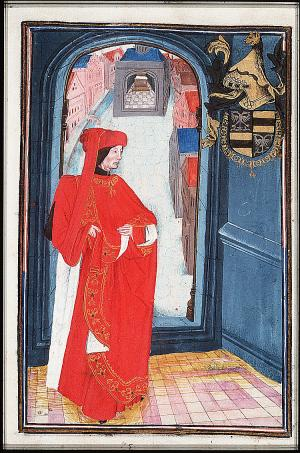
Friedrich IV. von Moers im Wappen- und Statutenbuch des Ordens vom Goldenen Vlies

Nach Friedrich III. folgte sein Sohn Friedrich IV. von Moers als amtierender Graf. Dieser erwarb 1421 über Verpfändung die Jülicher Gebiete Born, Sittard und Susteren, die jedoch später wieder von Jülich-Berg ausgelöst wurden.
Nach Friedrich IV. von Moers war Vincenz von Moers der letzte Graf aus dieser Familie, der von 1448 bis 1493 die Grafschaft regierte. Seine Herrschaft fiel in eine Periode, in der am Niederrhein und im Gebiet der heutigen Niederlande und Belgiens einige lokale Kriege um die Zugehörigkeit und den Gebietsumfang einiger Grafschaften und Herzogtümer geführt wurden. Als Verbündeter der Herzöge Adolf und dessen Sohn und Nachfolger Karl von Geldern war er an den Kriegen Herzog Karls von Burgund um das Herzogtum Geldern und mit Kurköln als dessen Gegner beteiligt.
Obwohl Vincenz 1471 von den Ständen in Geldern zum Schirmherrn des Herzogtums ernannt worden war, musste er vor den überlegenen finanziellen und militärischen Möglichkeiten des Burgunders zurückweichen. 1473 eroberte Karl von Burgund weitgehend das Herzogtum Geldern. Hierbei wurde auch die Grafschaft Moers im Juli 1473 von den Truppen des Burgunders erobert und besetzt, und Vincenz musste fliehen. Danach zogen die Truppen nach Süden in Richtung Neuss. Die Belagerung von Neuss ab Juli 1474 wurde im Mai 1475 durch Eingreifen eines Reichsheeres mit einem Waffenstillstand beendet. Karl der Kühne zog sich mit seinen Truppen in Richtung Schweiz und Nordfrankreich zurück und die Grafschaft Moers wurde ebenfalls wieder frei.
Graf Vincenz kehrte nach Moers zurück und in der Grafschaft traten wieder normale Verhältnisse ein. Allerdings war der Graf durch seine militärische Unterstützung Gelderns und später Kurkölns stark verschuldet. Die ihm zugesagten Rückzahlungen für seine Auslagen wurden zwar weiterhin anerkannt, aber nur zu einem geringen Umfang auch tatsächlich geleistet. Wegen seiner hohen Schulden und auch seines fortgeschrittenen Alters übergab Graf Vincenz 1480 vertraglich seine Schlösser und Städte auf 14 Jahre an Herzog Wilhelm von Jülich-Berg. Nach Ablauf der vereinbarten Zeit sollten Schlösser und Städte an seinen Enkel Junggraf Bernhard, der am Hofe des Herzogs lebte, übergeben werden.
Trotz seiner stark eingeschränkten Möglichkeiten reiste Graf Vincenz 1493 nach Paris, um den als Geisel festgehaltenen Karl von Geldern freizukaufen. Da seine zur Verfügung stehenden Mittel dafür nicht ausreichten, tauschte er zusätzlich seinen Enkel Bernhard gegen Karl von Geldern als Geisel aus.
Diese Aktion von Graf Vincenz und seinem Enkel verärgerte den römisch-deutschen Kaiser Maximilian I., da dieser das Herzogtum Geldern für sein Herrscherhaus der Habsburger einforderte. Die Grafschaft Moers wurde deshalb von Truppen des Kaisers besetzt und Graf Vincenz musste erneut fliehen. Um die Grafschaft für seine Familie nicht endgültig zu verlieren, trat Graf Vincenz sie 1493 an den Ehemann seiner Enkelin, den Grafen Wilhelm III. von Wied, ab und zog sich nach Köln zurück. Graf Wilhelm von Wied hatte 1488 die Enkelin von Graf Vincenz, Margarete, die Schwester Bernhards von Moers, geheiratet. Da der Zorn des Königs auch den in Geiselhaft gehaltenen Bernhard wegen des Geiseltausches betraf, konnte Bernhard zu diesem Zeitpunkt nicht als Erbe eingesetzt werden. Eine mögliche Mediatisierung der Grafschaft Mörs unter dem Herzogtum Jülich-Berg war 1495 Gegenstand von Wiener Überlegungen im Geldernkrieg.
Der in der Liste der amtierenden Grafen angeführte Graf Vincenz von Moers war, wie bereits angeführt, nicht das letzte männliche Mitglied der Grafenfamilie. Der erbberechtigte Sohn von Vincenz, mit Namen Friedrich, starb jedoch vor dem Vater und dessen Verzicht auf das Grafenamt 1493. Dieser Friedrich hatte aber bereits seinerseits einen Sohn, den angeführten Enkel Bernhard. Dieser war ab 1493 in Paris als Vertreter für den Herzog von Geldern als Geisel in Gefangenschaft. Nach vollständiger Zahlung des noch ausstehenden Lösegeldes Mitte 1500 wurde Bernhard von den Franzosen entlassen.
Nachdem Graf Vincenz 1499 in Köln gestorben war, versuchten einige Mitglieder aus dem Adelshaus „von Moers“, Graf Wilhelm von Wied aus der Grafschaft Moers zu verdrängen. 1500 forderte Johann von Saarwerden, einer der Enkel Friedrichs IV., als amtierender Graf eingesetzt zu werden. Er begründete seine Ansprüche mit dem Testament Friedrichs III. von Moers. Hierin war vorgegeben worden, dass bei der Erbfolge nur der „Mannesstamm“ berücksichtigt werden durfte. Da Johann von Saarwerden im Dienste Maximilians I. stand, war eine positive Belehnung durch diesen nicht auszuschließen.
Gleichzeitig forderte aber auch der aus der Geiselhaft freigelassene Bernhard von Moers, wieder in sein Erbe eingesetzt zu werden. Bereits in der Gefangenschaft hatte Bernhard gegen seine „Enterbung“ protestiert. Nach seiner Freilassung zog er mit Söldnern, die ihm von der Stadt Wesel und dem Herzogtum Geldern zur Verfügung gestellt worden waren, nach Moers und verlangte den Zutritt zur Stadt. Zu diesem Zeitpunkt waren im Grafenschloss „wiedische“ Truppen stationiert, da Graf Wilhelm von Wied noch der amtierende Graf in der Grafschaft war, aber sich zu diesem Zeitpunkt in der Burg Cracau aufhielt. Dagegen befand sich die Ehefrau des Grafen, Margarete von Wied und Moers, zu diesem Zeitpunkt im Schloss von Moers. Die im Schloss stationierten Truppen waren nicht bereit, ohne Kampf das mit Wall und Graben geschützte gräfliche Anwesen zu übergeben, und konnten die Übergabe für drei Wochen verhindern. Nach der Flucht Margaretes und der Vertreibung der Wieder huldigten die Moerser Bernhard von Moers.
Bernhard wandte sich nun an den deutschen König und bat um Wiedereinsetzung in seine Rechte als Graf von Moers. Mit seinem Vetter Johann von Saarwerden hatte er sich inzwischen dahingehend geeinigt, dass dieser sein Nachfolger werden sollte, falls er selbst ohne Nachfolger sterben würde. Bevor der König über Bernhards Bitte entscheiden konnte, wurde dieser im Juli 1501 während eines Besuches am Hof des Herzogtums Geldern vergiftet. Damit war das letzte direkte männliche Mitglied des Grafengeschlechts von Moers, das begründete Erbansprüche geltend machen konnte, gestorben.

### Wappen der Grafen von Moers
Das Stammwappen der Grafen von Moers zeigt in Gold einen schwarzen Balken; auf dem Helm mit schwarz-goldenen Decken ein wie der Schild bezeichneter Rüdenrumpf.

### Zeit nach den Grafen von Moers bis 1600
Ab 1493 fiel die Grafschaft Moers, wie angeführt, an die Grafschaft Wied, da der Deutsche König gegen die Übernahme durch Wilhelm III. von Wied als Ehemann von Magarete von Moers keine Einwände erhob. Nach der Übernahme der Grafschaft musste Wilhelm III. wegen der hohen Schulden Teile des bisherigen Besitzstandes aufgeben. 1494 trat er deshalb Schloss, Burgen und Land von Dülken, Dahlem, Benrath und Süchteln, die als Pfänder seit einiger Zeit zur Grafschaft gehörten, als Rückzahlung eines Teiles der Schulden an den Herzog von Jülich-Berg ab. Zusätzlich wurden zur gleichen Zeit auch gegen Erstattung der Pfandsummen und einer zusätzlichen Zahlung von 24.000 Gulden Stadt und Land Wassenberg und die Städte, Schlösser und Lande Brun, Sittard und Susteren zurückgegeben.
Als der abgedankte Vincenz 1499 starb, konnte Graf Wilhelm III. die Grafschaft nicht halten und musste sich ab 1500 für einige Jahre zurückziehen. Es folgte mit Johann von Saarwerden ein Enkel 2. Grades von Friedrich IV. als nächster Graf von Moers. Dieser hatte sowohl die Unterstützung des Erzbischofs von Köln, Hermann von Hessen, wie auch des deutschen Königs. Durch diese Unterstützung wurde eine erneute Änderung des amtierenden Adelshauses für die Nachfolge erreicht und das Haus von Wied in der Erbfolge für einige Jahre übergangen.
Johann von Saarwerden starb 1507 kinderlos, und sein Bruder Jacob von Saarwerden trat kurzfristig das Erbe an. Allerdings konnte er die Grafschaft nicht lange behalten, da nach dem Tode seines Bruders auch Wilhelm III. von Wied wieder Anspruch auf die Nachfolge anmeldete. Wilhelm III. klagte beim Kölner Domkapitel auf Wiedereinsetzung. Die Klage wurde zwar vom Domkapitel angenommen, aber Jacob von Saarwerden erkannte dessen Zuständigkeit für diese Klage nicht an. Wilhelm III. hatte jedoch für seinen Anspruch auf die Grafschaft Moers mit dem Herzog von Jülich-Kleve-Berg einen einflussreichen Unterstützer, der ihm auch militärische Hilfe zukommen ließ. Von den vereinigten Truppen des „Wieders“ und seines Verbündeten wurde die Stadt Moers am 14. September 1510 belagert und erobert. Jacob von Saarwerden musste flüchten und die Grafschaft Wilhelm III. überlassen. 1515 wurde Wilhelm III. von Wied durch den inzwischen zum Kaiser gekrönten Maximilian I. auch wieder als amtierender Graf von Moers anerkannt; damit war das Haus Saarwerden auch formal rechtlich abgelöst.
Es folgte bereits 1519 Wilhelm II. von Neuenahr, da Wilhelm III. vorzeitig zu Gunsten seines Schwiegersohnes als amtierender Graf zurücktrat. Wilhelm II. hatte die Tochter Wilhelms von Wied, Anna von Wied und Moers, Mitte 1518 geheiratet. Moers fiel damit nun an das Adelshaus Neuenahr. Wilhelm II. von Neuenahr musste aber die Lehensabhängigkeit von Kleve wieder anerkennen, da zu dieser Zeit die Herzöge von Jülich-Kleve-Berg am linken Niederrhein über erheblichen Einfluss verfügten und die Grafschaft Moers sich diesem nicht entziehen konnte. Mit einem Vergleich zwischen Herzog Wilhelm V. von Jülich-Kleve-Berg und Graf Wilhelm II. von Neuenahr und Moers und dessen Sohn Hermann wurde 1541 vertraglich das Lehen für Krefeld, Cracau und die Grafschaft Moers nachträglich bestätigt und besiegelt. Die Moerser Grafen verzichteten im Gegenzug für die Belehnung mit Krefeld und der Burg Cracau und eine Verschreibung von 300 Gulden auf dem Zoll zu Orsoy auf die Reichsstandschaft der Grafschaft und einige weitere strittige Besitzungen.
Als Wilhelm II. 1552 starb, wurde sein Sohn, Hermann von Neuenahr der Jüngere, Nachfolger. Allerdings hatte das Adelshaus Nassau-Saarbrücken bereits unter dem Vater von Hermann von Neuenahr auch Erbansprüche auf die Grafschaft Moers gestellt. Diese Ansprüche wurden mit der Heirat von Catharine von Moers und Saarwerden (1491–1547) mit dem Grafen Johann Ludwig III. von Nassau-Saarbrücken (1472–1545) begründet. Catharine v. Moers und Saarwerden war die einzige Tochter und Erbin von Johann II. Graf v. Moers u. Saarwerden (1468–1507) und Anna v. Berg ’s Heerenberg (1466–1553), Erbin von 1/2 Saarwerden, Lahr und Mahlberg. Eine einvernehmliche Lösung dieses Streites war nicht zu erreichen; es wurden ab 1555 sowohl der Kaiser als auch das Reichskammergericht mehrfach für eine Entscheidung angerufen. Alle zwischenzeitlichen Urteile wurden jeweils von einem der zwei Kontrahenten nicht anerkannt, so dass über Jahrzehnte der Streit ohne Lösung weiter bestand und erst mit der Machtübernahme durch die Oranier gegenstandslos wurde. Erschwerend kam hinzu, dass durch die beginnenden Religionsstreitigkeiten in der zweiten Hälfte des 16. Jahrhunderts und besonders durch den Achtzigjährigen Krieg sich die allgemeine Situation für die Grafschaft Moers verschlechterte.

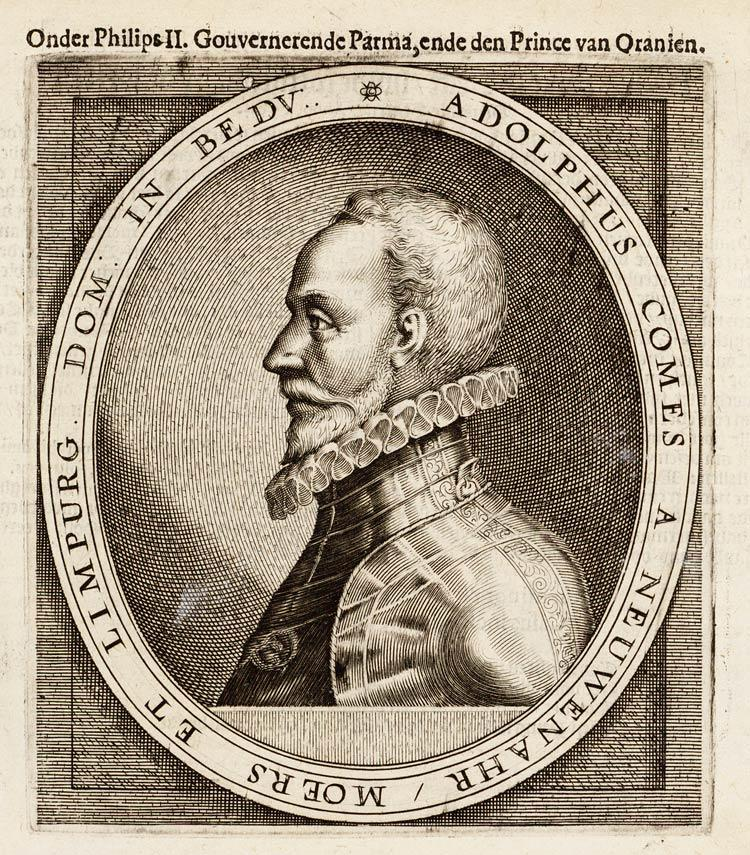
Adolf von Neuenahr

Unter Graf Hermann von Neuenahr-Moers (1553–1578) wurde 1561 die Reformation mit einer neuen reformierten Kirchenordnung eingeführt. Als Hermann von Neuenahr 1578 starb, wurde sein Neffe Graf Adolf von Neuenahr, der 1546 Hermanns Schwester Anna Walburga geheiratet hatte, Nachfolger als Graf von Neuenahr-Moers. Neben der Grafschaft Moers erbte dieser auch umfangreiche Alpener Streubesitzungen und die Grafschaft Limburg. Auch für die Nachfolge von Graf Adolf von Neuenahr als Graf von Moers kam es zu Auseinandersetzungen mit dem Herzogtum Kleve, das die Grafschaft als „erledigtes Lehen“ zurückforderte. 1579 kam es zu einer Einigung. In einem Vergleich übertrug Herzog Wilhelm V. namens der Gattin Anna Walburga die Grafschaft Moers als Klever Lehen auf Lebenszeit an Graf Adolf. Im Falle des Todes der Grafenfamilie ohne Kinder sollte die Grafschaft an Kleve zurück fallen.
Unter Adolf von Neuenahr wurden die 1575 begonnenen Umbauten des Moerser Schlosses beendet und durch eine neue Kirchenordnung von 1581 der Calvinismus in der Grafschaft eingeführt. Zwischen 1567 und 1586 folgten noch eine neue Gerichtsordnung, drei Polizeiordnungen und eine Busch- und Holzordnung für die Grafschaft.
Dieser letzte männliche Nachfolger aus dem Adelshaus Neuenahr-Moers war Anhänger des konvertierten Kölner Erzbischofs Gebhard I. von Waldburg und verwickelte die Grafschaft in den Truchsessischen Krieg. Als Feldherr der truchsessischen Truppen war er Gegner der Spanier unter Alessandro Farnese, der 1586 das Herzogtum Parma und Piacenza erbte. Durch die zunehmenden Eroberungen der Spanier im Bereich der südlichen Niederlande und in Geldern musste Graf Adolfs Ehefrau Walburga bereits im Juli 1584 aus Moers nach Arnheim flüchten. Graf Adolf wurde zwar 1584 Statthalter von Geldern und Overijssel sowie ab 1585 auch von Utrecht, konnte auf Dauer jedoch die Spanier nicht aufhalten.
Unter Adolf wurde zwar noch am 19. Mai 1585 Neuss erobert und das zu Kurköln gehörende Kloster Kamp 1586 zerstört, aber bereits im Juli 1586 wurde Neuss von den Spaniern wieder eingenommen. Es folgte im August 1586 die Eroberung der Grafschaft mit der Stadt Moers, die bis 1597 von den Spaniern besetzt blieb. Ab der spanischen Besetzung 1586 gehörte die Grafschaft mit der Stadt Moers zum Herzogtum Jülich. Lediglich Rheinberg, das zwar eine Kurkölner Stadt war, aber im Bereich von Gebieten der Grafschaft lag, wurde erst später im Februar 1590 von Kurkölner und spanischen Truppen erobert.
Nach dem Tode Graf Adolfs am 7. Oktober 1589, der bei einer Pulverexplosion tödlich verletzt wurde, konnte seine Witwe Anna Walburga das Erbe der Grafschaft wegen der spanischen Besetzung nicht antreten. Sie sah auch keine Möglichkeit, ihren Anspruch erfolgreich durchzusetzen. Im Vertrag vom 20. November 1594 übereignete deshalb die Witwe, die zu dieser Zeit im Exil lebte, als rechtmäßige Erbin und Gräfin von Moers die Grafschaft an ihren Verwandten, Moritz von Oranien. Dieser belagerte die Stadt 1597, konnte sie kampflos einnehmen und die Spanier zum Abzug veranlassen. Anna Walburga konnte dann bis zu ihrem Tode in Moers leben und bestätigte am 3. Februar 1598 nochmals die Schenkung der Grafschaft an die Oranier.

### Periode der Oranier
Bereits drei Tage nach dem Tode von Anna Walburga am 15. Mai 1600 nahm Moritz von Oranien die Schenkung an und beanspruchte die Grafschaft Moers. Moritz ernannte deshalb am 8. Juni Jost Wirich von Pelden genannt von Cloudt zu seinem Stellvertreter und zum Droste der Grafschaft. Allerdings erhob auch wieder Herzog Johann Wilhelm von Jülich-Kleve-Berg Besitzansprüche. Klevische Abgesandte des Herzogs schlugen deshalb das Patent einer Besitzübernahme am 3. Juni 1600 an der Burg an und besetzten Moers einschließlich der Burg. Im August 1601 griff der Oranier die Burg an und vertrieb die klevische Besatzung. Darauf wurde Moritz von Oranien am 12. August 1601 in Moers vom Adel und den Ständen als ihr Landesherr anerkannt. Nach dieser Zustimmung übernahm Moritz am 16. August 1601 die Grafschaft, und es begann trotz des Protestes der klevischen Räte die „100-jährige Oranierherrschaft“. Allerdings verzichteten die Nachfolger des Herzogtums Jülich-Kleve-Berg nicht auf ihre Rechtsansprüche auf die Grafschaft. Herzog Wolfgang Wilhelm von Pfalz-Neuburg beispielsweise führte neben den Titeln der Herzöge von Pfalz-Neuburg und Jülich-Berg auch den Titel „Graf von Moers“. Die jeweiligen herrschenden Oranier hatten nie ihren Sitz in Moers, sondern ernannten jeweils Droste als ihre Statthalter vor Ort.

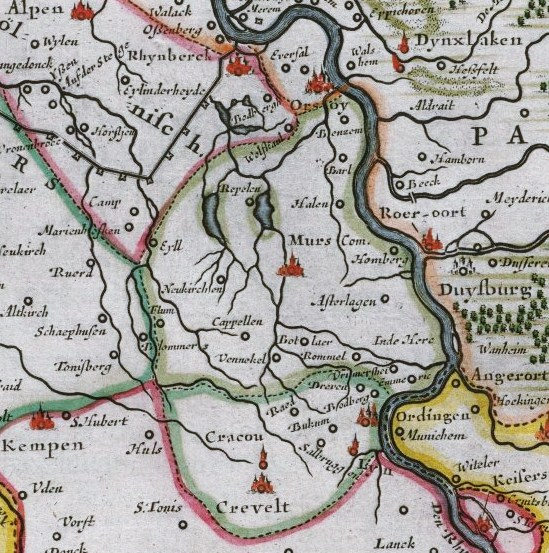
Grafschaft Moers um 1635

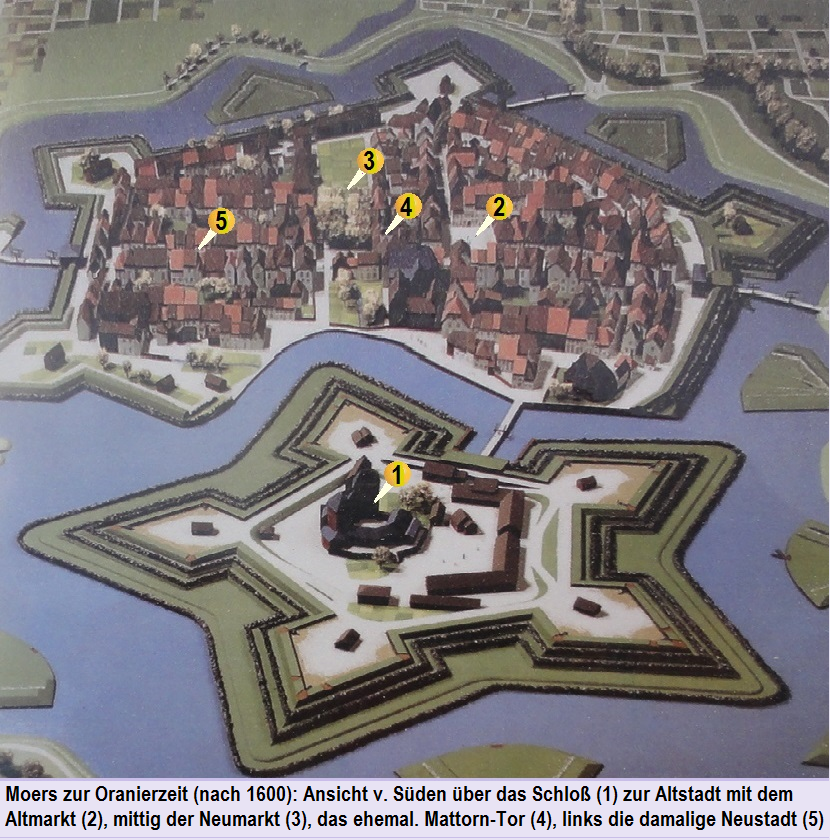
Moers in der Oranierzeit nach 1600. Der zuvor als „Meer“ (seeartige Erweiterung des Moersbaches) bezeichnete Neumarkt ist bereits zur Landfläche umgestaltet.

Am 14. April 1607 schloss Prinz Moritz mit Erzherzog Albrecht von Österreich für die Grafschaft Moers einen Neutralisationsvertrag. Dafür mussten 3000 Karolusgulden gezahlt werden. Diese Summe hatten weitgehend die Bürger der Grafschaft aufzubringen. Der Erzherzog war Generalgouverneur der südlichen Niederlande und vertrat die spanischen Interessen. Da der Erzherzog zusätzlich mit Prinz Moritz 1609 einen 12-jährigen Neutralisationsvertrag abschloss, wurden die kriegerischen Auseinandersetzungen zwischen den Spaniern und den Niederländern für diese Zeit unterbrochen.
Der Vertrag für die Grafschaft galt aber auch für den 1618 ausbrechenden Dreißigjährigen Krieg. Hierdurch erreichten die Oranier, dass die Grafschaft Moers von den Kriegsparteien als „neutral“ anerkannt wurde. Die Grafschaft mit der Stadt Moers wurde deshalb von den Kriegshandlungen und den dadurch verursachten Kriegsgräueln bis zum Ende des Krieges weitgehend verschont. Lediglich 1633 und 1639 durchquerten kaiserliche Truppen unter Bruch der Neutralität die Grafschaft. Weiterhin besetzten kaiserliche Truppen bei einem Rückzug vor den Franzosen kurzzeitig 1642 die zur Grafschaft gehörende Ortschaft Homburg, und es kam zu Plünderungen und Brandschatzungen in diesem Bereich der Grafschaft.
Moritz von Oranien starb 1625. Nachfolger wurde sein Bruder Friedrich Heinrich von Oranien. In der Zeit seiner Herrschaft erfolgten die bereits angeführten Einfälle von Truppen der kriegsführenden Mächte in die Grafschaft, die zwar die Stadt Moers nicht direkt betrafen, aber bis zum Tode Friedrich Heinrichs die ökonomischen Verhältnisse in der Grafschaft deutlich verschlechterten. Als er 1647 starb, folgte auf ihn sein Sohn Wilhelm II. von Oranien, der aber bereits 1650 starb.
Letzter Oranier als Graf von Moers war Wilhelm III. von Oranien, der erst drei Tage nach dem Tod seines Vaters Wilhelm II. geboren wurde. Diese späte Geburt versuchte der Große Kurfürst Friedrich Wilhelm von Brandenburg auszunutzen. Sofort nach dem Tod seines Schwiegervaters Friedrich Heinrich – er war mit der Tochter Louise Henriette verheiratet – nahm er die Grafschaft notariell in Besitz. Die Geburt von Wilhelm III. beendete aber diesen Versuch und die Grafschaft verblieb bei den Oraniern.
Obwohl die Oranier die Landesherren der Grafschaft waren, versuchten die Erben der ehemals vereinigten Herzogtümer Jülich, Kleve und Berg ihren alten Besitzanspruch weiterhin aufrechtzuerhalten. Im Vertrag von Kleve, der 1666 die Erbstreitigkeiten um die vereinigten Herzogtümer beendete, wurde dem Kurfürsten von Brandenburg die Zuständigkeit für das Herzogtum Kleve und die Grafschaft Moers bestätigt.
Als Wilhelm III. am 19. März 1702 kinderlos starb, ging die Grafschaft Moers kraft eines älteren Erb- und Lehnsanspruches als Fürstentum an Brandenburg-Preußen über. Grundlage dieses Besitzanspruches war die bereits angeführte Heirat von Luise Henriette von Oranien mit dem Großen Kurfürsten, wodurch die Brandenburger ein Anrecht auf die Grafschaft Moers über ein vererbbares Kunkellehen erwarben. Erst der Sohn des Großen Kurfürsten, Friedrich III. von Brandenburg, hatte zu Beginn des 18. Jahrhunderts die Möglichkeit, dieses Lehen mit Aussicht auf Erfolg von den Oraniern einzufordern. Da Friedrich III. im Spanischen Erbfolgekrieg ab 1701 die Habsburger Ansprüche mit vertrat, realisierte er diesen Erbanspruch zusammen mit der Königswürde; er krönte sich zum König „in“ Preußen und erhielt für beides die Unterstützung Kaiser Leopolds I.

### Besitzübernahme der Grafschaft durch die Preußen
Nach dem Tod des Oraniers Wilhelm III. am 19. März 1702, der keine Kinder hatte, sah der preußische König Friedrich I. eine Möglichkeit, seinen Erbanspruch auf die Grafschaft Moers zu realisieren. Dieser leitete sich her von der Mutter Friedrichs I., der Prinzessin Henriette von Oranien, deren Vater den Erbanspruch testamentarisch verfügt hatte. Der Anspruch auf die Grafschaft Moers war zusammen mit dem auf die Grafschaft Lingen bereits 1700 durch den Kaiser ausdrücklich bestätigt worden.
Der bereits nach Kenntnis der Erkrankung vorab vom preußischen Hof instruierte Geheime Regierungsrat Hymmen wurde auf die Nachricht vom Tode des Oraniers mit zwei Notaren von Kleve aus in die Grafschaft und Stadt Moers gesandt. Sie schlugen am 25. März 1702 in Moers am Rathaus und Schloss jeweils das Preußische Wappen als Symbol der Machtübernahme an. Gleiches erfolgte in allen Kirchen der wichtigen Ortschaften in der Grafschaft. Diese Machtübernahme wurde vom Drosten der Grafschaft, dem Baron von Kinsky, anerkannt, sofern „durch die Besitzergreifung den Generalstaaten und den Rechten Dritter“ keine Nachteile entstehen würden.
Im Gegensatz dazu waren der Stadtrat und die Bürgerschaft der Stadt Moers einschließlich vieler Pfarrer in der Grafschaft hierzu nicht bereit. Sie betrachteten den von Wilhelm III. als Universalerben eingesetzten Johann Wilhelm Friso als rechtmäßigen Nachfolger. Wegen seiner Jugend übernahm aber seine Mutter Fürstin Amalie zu dieser Zeit die Regentschaft.
Auch die Niederländer waren nicht gewillt, die Amtsübernahme durch die Preußen anzuerkennen. In der Festung war unter dem Gouverneur Hieronymus van Sonneren van Vryenesse ein niederländisches Regiment mit vier Kompanien stationiert. Der Vorgesetzte des Kommandanten war der niederländische Oberbefehlshaber Fürst Walrad von Nassau-Saarbrücken, der die Grafschaft als Bestandteil der nassauischen Grafschaft Saarwerden beanspruchte und davon ausging, dass die Regierung in Den Haag dies unterstützen würde. Tatsächlich wurden die niederländischen Truppen aus der Grafschaft und Festung Moers nicht abgezogen und die Generalstaaten beharrten auf ihrer Zuständigkeit.
Allerdings begann mit dem Tod Wilhelms III. die „2. Statthalterlose Zeit“ in den Niederlanden, wodurch der Übergang von den Oraniern zu den Preußen erleichtert wurde. Obwohl das Reichskammergericht am 8. Mai 1702 die Rechtmäßigkeit der Besitzergreifung anerkannte, verzögerte sich die vollständige Machtübernahme durch die Preußen um über 10 Jahre.

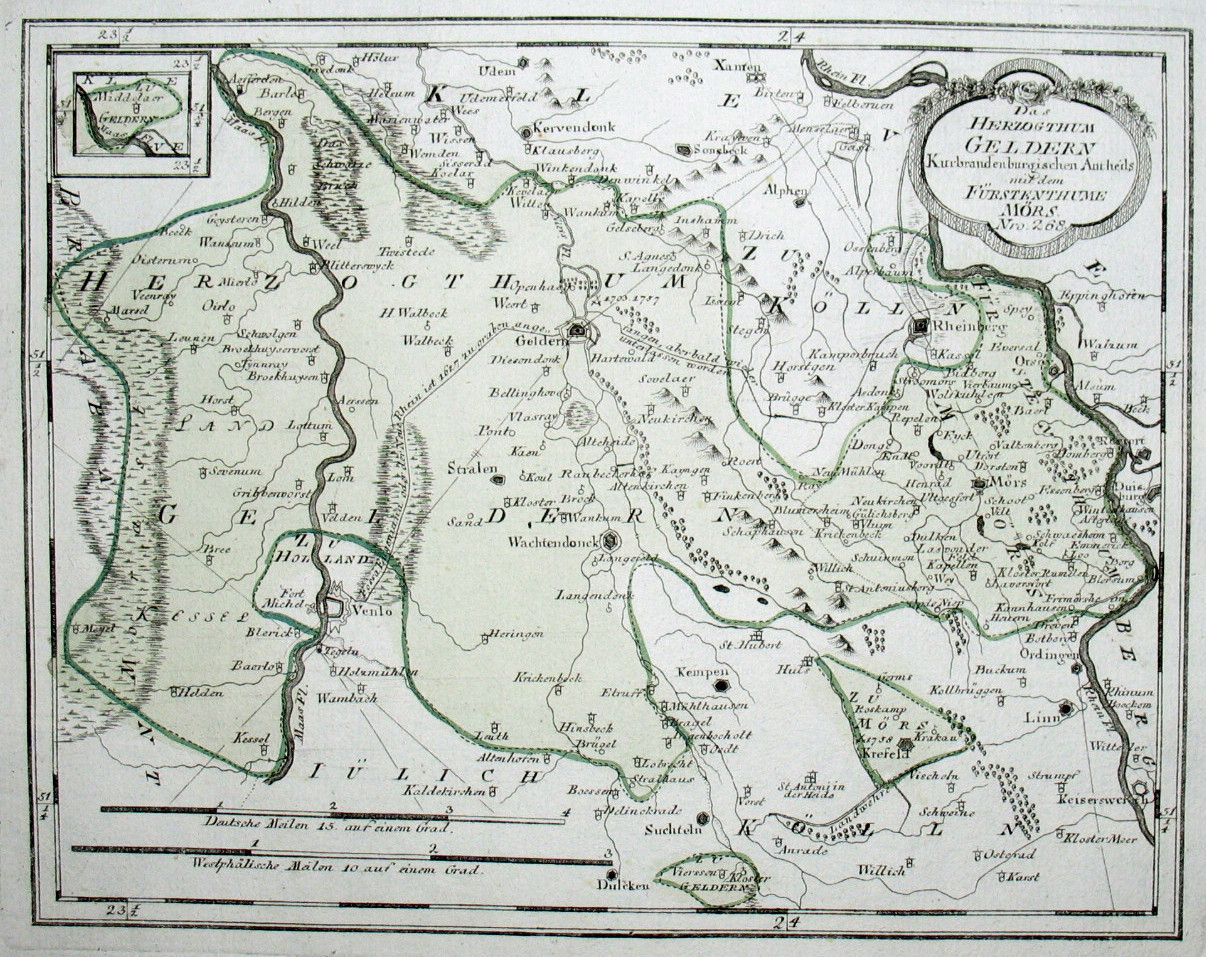
Kartenausschnitt mit den preußischen Gebieten von Geldern und dem Fürstentum Moers bis 1795

Da preußische Truppen zur gleichen Zeit zusammen mit den Niederländern im Spanischen Erbfolgekrieg gegen die Franzosen kämpften, wollten die Preußen zunächst nicht mit Gewalt ihren Besitzanspruch durchsetzen und versuchten es deshalb zuerst mit Diplomatie. Diese führte wegen des hartnäckigen Widerstandes der Niederländer aber zu keinem Ergebnis. Lediglich die Stadt Krefeld konnte durch eine List am 3. Februar 1703 besetzt werden und erkannte den Drosten Baron Borchard Wilhelm von Kinsky (1643–1724) und damit die Preußen als ihr Oberhaupt an. Bis zur endgültigen Klärung der Zuständigkeiten in der Grafschaft war deshalb Krefeld der Verwaltungssitz des Drosten von Kinsky und der Sitz des Hauptgerichts. Nachteilig für die Preußen war zudem, dass in den ersten Jahren ab 1702 preußische Soldaten in den Außenbezirken der Grafschaft durch Überfälle mit Gewalt Lebensmittel und Geld beschlagnahmten und die Bewohner drangsalierten. Dies schadete zwangsläufig dem preußischen Ansehen und unterstützte die Neigung in der Grafschaft, einen Obrigkeitswechsel abzulehnen.
Um die Situation zu Gunsten der Preußen zu verbessern, übertrug König Friedrich I. die Grafschaft dem Kaiser Joseph I. als klevisches Lehen. Darauf wurde die Grafschaft durch den Kaiser 1707 zum Fürstentum Moers erhoben. Hiermit war formal die bisherige Grafschaft als klevisches Lehen rechtlich anerkannt worden. Als Fürstentum Moers gehörte die ehemalige Grafschaft nun bis zur Besitzübernahme des linken Niederrheines durch die Franzosen 1794 zu Preußen.
Zur weiteren Geschichte: siehe den Hauptartikel Fürstentum Moers

## Die Geschichte der Festung Moers

### Befestigung im Spätmittelalter
Die Altstadt von Moers war bereits vor 1586 (vor der Zeit der Spanier und der darauf folgenden Oranier) befestigt, allerdings nach mittelalterlicher Bauweise von einfachen, mit Türmen bewehrten Ringmauern und einem Doppelgraben umschlossen. Derartige Mauern mit Wallgang boten die Hauptkampfstellung zu einer Zeit, da noch mit Wurfmaschinen und Steinkugeln (Ballisten) belagert wurde. Sie boten auch Schutz gegen Mauerbrecher und Sturmböcke.

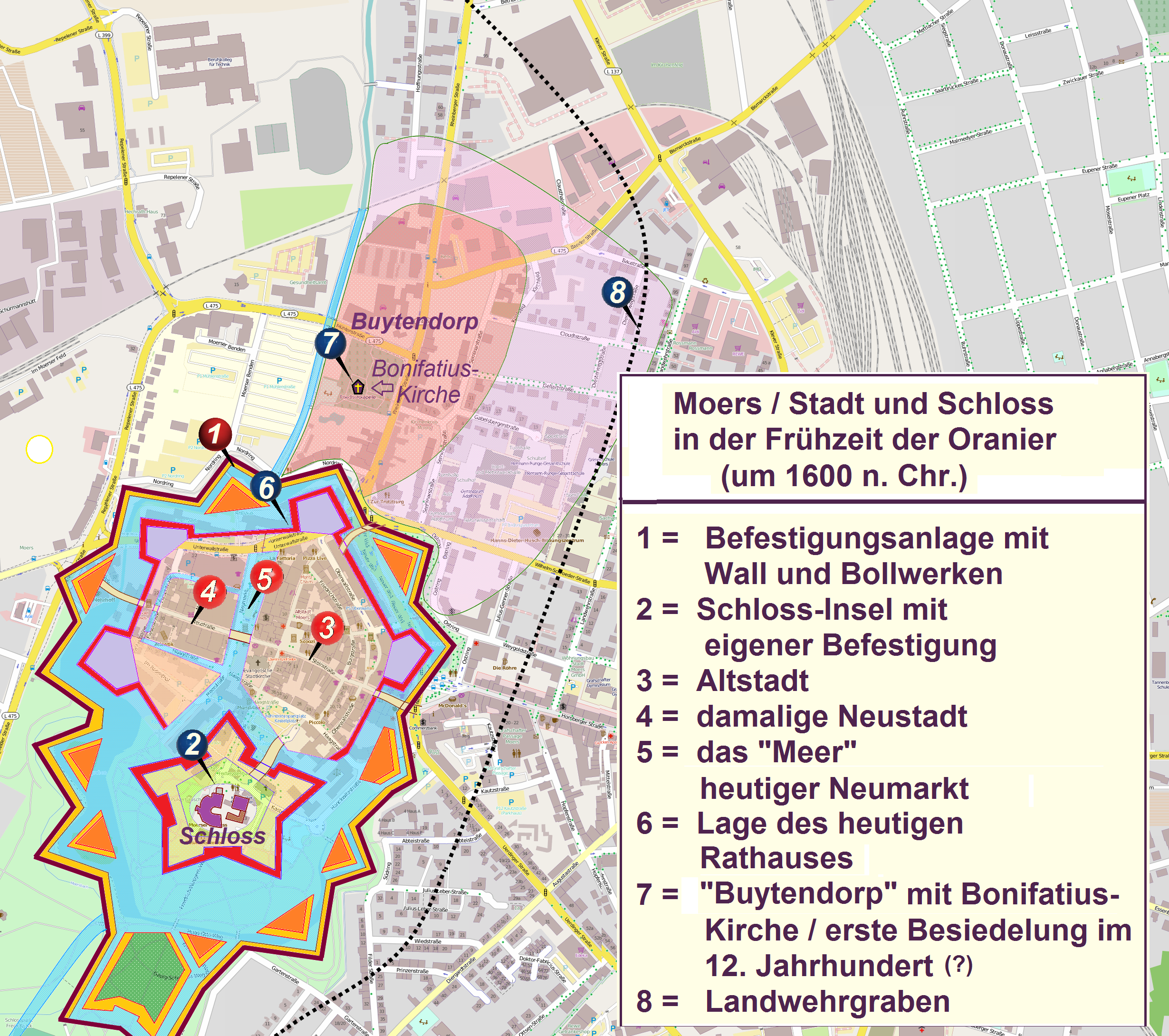
Festung Moers nach 1600 – Skizze über die heutige Siedlungsstruktur gelegt (nach Boschheidgen 1917 / sogenannter Blaeu-Plan)

Der innere Graben war vom äußeren durch eine dem Bogen der Ringmauer konzentrisch folgende Linie getrennt. Die äußere Mauer war niedriger als die innere, den dazwischen verlaufenden Graben nannte man den „Zwinger“. In Friedenszeiten ließ man den Zwinger trockenfallen und er diente als Übungs- und Kampfplatz für Ritterspiele. In alten Karten wird das Gelände als „die Renn“ bezeichnet (die Rennbahn). Das Schloss und seine unmittelbare Umgebung waren bereits im Spätmittelalter von bastionartigen Bauten umgeben; sie bildeten eine Insel im Moersbach-See, über einen Steg mit der Altstadt verbunden. Die einem Halbkreis ähnelnde Altstadt war von der (damaligen) quadratisch angelegten Neustadt durch das „Meer“ getrennt, eine seeartige Verbreiterung des Moersbaches, welche die gesamte Fläche des heutigen Neumarktes bedeckte. Anders als die Altstadt mit der Ringmauer war die Neustadt mit runden Basteien auf den Ecken befestigt. Nach dem Aufkommen von Feuerwaffen, insbesondere Kanonen, genügte die Art der Altstadt-Befestigung nicht mehr den Anforderungen an eine wirksame Verteidigung. Die Mauern konnten aus größerer Entfernung getroffen und zerstört werden; sie selbst waren auch zu schmal zur Aufstellung von Geschützen.
Weil die Verteidigungsanlagen noch aus dem Mittelalter stammten und daher nicht mehr zeitgemäß waren, konnten sowohl Bernhard von Moers 1501 wie auch Wilhelm III. von Wied 1510 schnell ohne längere Gegenwehr die Burg bzw. Stadt und Burg einnehmen. In beiden Fällen waren die Angreifer ausreichend mit mauerbrechenden Kanonen ausgerüstet.

### Befestigung durch die Spanier
Zwischen 1586 und 1597 wurde die Befestigung umgestaltet, und zwar durch die Spanier, die sich zu dieser Zeit in Moers festgesetzt hatten und deren Gouverneur Camillus offenbar daran dachte, Moers auf lange Sicht zu halten. Er ließ die äußere Mauer durch einen zur Stadtseite vorgelagerten Wall verstärken, von dem aus eine gewisse Geschützverteidigung gegeben war, während der inneren hohen Mauer die Nahverteidigung oblag. Die Neustadt erfuhr ebenfalls einige Neuerungen: An die Stelle der runden Basteien traten für die Verteidiger besser einsehbare winkelige Bollwerke.
Allerdings entsprachen auch die erweiterten Schutzanlagen, die die Spanier angelegt hatten, Ende des 16. Jahrhunderts noch nicht dem erforderlichen Umfang, um längere Zeit einem ausreichend mit Kanonen ausgerüsteten Angreifer zu widerstehen. Moritz von Oranien hatte deshalb keine Probleme, sowohl 1597 als auch 1601 zuerst die Spanier und dann die Verteidiger aus Kleve ohne größere Kampfhandlungen zum Abzug zu zwingen. Mit der vorhandenen mauerbrechenden Ausrüstung des Oraniers war keine erfolgversprechende längere Verteidigung der immer noch relativ schwachen Festungsanlagen möglich.

### Landwehr und „Buytendorp“
Der im Mittelalter angelegte Landwehrgraben diente der Verteidigung und der Aufnahme von Abwässern. Er umzog die Altstadt in einigem Abstand an der Süd-, Ost- und Nordseite in einem flachen Bogen, vom Moersbach an der südlichen Ecke des heutigen Stadtgartens abzweigend und – im Bereich der heutigen Landwehrstraße verlaufend – etwa 3 km nördlich, kurz vor Fünderich, wieder in einem Wiesengrund auf den Moersbach stoßend. Im Zentrum dieser – durch den Bogen des Landwehrgrabens erzeugten – „Insellage“ lag die damalige Moerser Pfarrkirche, die Bonifatiuskirche, außerhalb der Stadtbefestigung etwa an dem Ort, an dem sich heute die Friedhofskapelle des alten Friedhofs an der Rheinberger Straße befindet. Die Häuser um dieses „Kerkvelt“ herum werden in alten Karten als „Buytendorp“ (Außendorf) bezeichnet. Der Moerser Historiker Hermann Boschheidgen nimmt in seiner 1917 veröffentlichten Beschreibung an, dass dieses vorgelagerte Dorf um die alte Kirche herum die eigentliche Ursiedlung des frühen Mittelalters war, aus der sich später – südlich davon – das heutige Moers entwickelt hat.

### Die Oranische Befestigung
Die heute in weiten Bereichen der Stadt noch sichtbaren Befestigungs-Zeugnisse gehen auf die Oranier zurück. Die Gräfin Walburga hatte noch zu Lebzeiten Stadt und Grafschaft ihrem Neffen, dem Prinzen Moritz von Nassau-Oranien, geschenkt, und zwar in der Hoffnung, dieser werde die von den Spaniern seit 1586 besetzte Stadt „befreien“ – was am 2. September 1597 auch tatsächlich eintrat. Walburga konnte aus ihrem Exil zurückkehren; sie erwirkte durch geschickte Politik sowohl beim Gouverneur der spanischen Niederlande, Erzherzog Albert, wie bei den Generalstaaten die Neutralität für Moers. In ihrem Testament bestimmte sie Prinz Moritz zu ihrem Erben. Obwohl clevische Truppen kurzzeitig Moers besetzten (um alte Lehensansprüche durchzusetzen), nahm Moritz im August 1601 Moers endgültig mit Waffengewalt in Besitz. Unverzüglich ging er daran, die Befestigung von Schloss und Stadt zu erneuern – ebenfalls auch die Befestigung des zur Grafschaft zählenden Krefeld mit der Burg Crakau. Auch die sogenannte „Moersische Straße“ mit der Papenburg in der Herrlichkeit Hüls nahm er für Oranien in Besitz.
Die Festungsanlagen um das Moerser Schloss (das Casteel) wurden mit fünf neuen Bollwerken versehen und Alt- und Neustadt insgesamt mit einem Befestigungsring umgeben – nachdem es am 25. Juli 1605 noch zu einer zerstörerischen Feuersbrunst in der Altstadt gekommen war, deren Ursache nie aufgeklärt wurde. Eine recht genaue Darstellung der damaligen Befestigung zeigt der sogenannte Blaeu-Plan aus dem Jahr 1649: Er zeigt einen in drei Teile zerlegten Plan, mit klarer Trennung von Stadt und Schloss, eine fünfseitige Zitadelle in der Mitte und neun Ravelins im Umkreis um Schloss und Stadt herum. Es war eine typische „niederländische“ Festungsanlage, gekennzeichnet durch spitzwinkelige Bollwerke von großer Tiefe, das Mittelbollwerk als vorgeschobenes Ravelin (Halbmond). Der Stadtgraben folgte der Form des Bollwerkes. Dank der Sumpflage brauchten keine großen Erdmassen bewegt zu werden, um die Gräben mit Wasser (aus dem Moersbach und mit Grundwasser) zu füllen.

### Niederlegung der Bollwerke durch die Preußen
Nachdem die Grafschaft Preußisches Fürstentum geworden war, ließ Friedrich II. in den Jahren 1763/1764 die Festungsanlagen schleifen, da sie in der (damaligen) „modernen“ Kriegführung keinen wirksamen Schutz mehr boten und ihr Unterhalt zu teuer war. Man entschied sich allerdings, die Gräben nicht völlig zuzuschütten, weil dies zu Abwasser-Problemen geführt hätte. Auch drang bei Rheinüberschwemmungen Rheinwasser bis nach Moers vor, weswegen es angeraten blieb, die Dämme und Wälle nicht vollkommen abzutragen. Diese Maßnahmen führten dazu, dass der ehemalige Festungsverlauf noch heute im Stadtbild weitgehend erkennbar ist.

## Amtierende Grafen von Moers bis 1702
Hinweis → 

| Name                                                        | Amtszeit                           | Anmerkungen |
| ----------------------------------------------------------- | ---------------------------------- | --- |
| Ursprungsgeschlecht der Grafen von Moers                    |                                    | |
| (Wilhelm von Moers)                                         |                                    | von 1152 bis 1160 Abt der Abtei Werden |
| Dietrich I.                                                 | Ende des 12. Jahrhunderts          | als Theodericus de Murse mit Bruder Elgerus in einer Urkunde von 1186 angeführt |
| Dietrich I./II.                                             | Anfang des 13. Jahrhunderts        | Sohn von Dietrich I., urkundlich 1226 als Graf Dietrich I. nachweisbar, † um 1240 |
| Dietrich II./III.                                           | 1241–1268                          | Sohn von Dietrich II. |
| Dietrich III./IV.                                           | zweite Hälfte des 13. Jahrhunderts | Sohn von Dietrich III, urkundlich nachweisbar 1274 und 1289 |
| Dietrich IV./V.                                             | 1295–1346                          | Sohn von Dietrich IV. |
| Friedrich I.                                                | 1346–1356                          | Sohn von Dietrich IV. |
| Dietrich VI.                                                | 1356–1372                          | Sohn von Dietrich V. |
| Friedrich II./III.                                          | 1372–1418                          | Sohn des Bruders von Friedrich I., durch seine Ehefrau auch Graf von Saarwerden |
| Friedrich III./IV.                                          | 1418–1448                          | ältester Sohn von Friedrich III.; der jüngere Bruder Johann von Moers erbte die Grafschaft Saarwerden |
| Vincenz                                                     | 1448–1493                          | † 1499, Sohn von Friedrich IV., dankte 1493 zu Gunsten des Ehemannes seiner Enkelin (Graf Wilhelm III. zu Wied-Runkel) ab |
| Bernhard von Moers                                          |                                    | † 1501, Enkel von Vinzenz, der bis 1500 in Geiselhaft war und die Grafschaft nicht übernehmen konnte; auf Veranlassung des Großvaters war der in französische Geiselhaft genommene Herzog von Geldern gegen den Enkel Bernhard 1493 ausgetauscht worden |
| Aus den Adelshäusern Wied-Runkel-Moers und Moers-Saarwerden |                                    | |
| Wilhelm III. zu Wied-Runkel                                 | 1493–1500                          | Ehemann der Enkelin Magarete des Grafen Vincenz von Moers |
| Johann von Saarwerden                                       | 1500–1507                          | Enkel von Friedrich IV. von Moers |
| Jacob von Saarwerden                                        | 1507–1510                          | Bruder von Johann von Saarwerden |
| Wilhelm III. zu Wied-Runkel                                 | 1510–1519                          | Jacob von Saarwerden musste 1510 zu Gunsten von Wilhelm III. zu Wied abtreten, der damit wieder amtierender Graf wurde |
| Aus dem Adelshaus Neuenahr-Moers                            |                                    | |
| Wilhelm II. von Neuenahr                                    | 1519–1553                          | Ehemann von Anna, der Tochter von Wilhelm III., dem Grafen zu Wied-Runkel (lt. Ehevertrag wird der Schwiegersohn ab 1519 Graf von Moers, verzichtet aber auf ein Erbe von Wied-Runkel)                                                                  |
| Hermann von Neuenahr der Jüngere                            | 1553–1579                          | Sohn von Wilhelm II. von Neuenahr |
| Adolf von Neuenahr                                          | 1579–1589                          | Ehemann von Anna Walburga, Schwester von Hermann von Neuenahr dem Jüngeren |
| Anna Walburga von Neuenahr                                  | 1589–1600                          | Tochter von Hermann von Neuenahr dem Jüngeren, Gräfin von Moers, konnte erst ab 1597 in Moers amtieren, da die Grafschaft von spanischen Truppen bis zu diesem Zeitpunkt besetzt war                                                                    |
| Aus dem Adelshaus der Oranier                               |                                    | |
| Moritz                                                      | 1600/1601 – 1625                   | Anna Walburga hatte 1594 die Grafschaft Moers ihrem Verwandten Moritz von Oranien überschrieben |
| Friedrich Heinrich                                          | 1625–1647                          | seine Tochter Luise Henriette heiratete den Großen Kurfürsten von Brandenburg, dadurch Anspruch der Preußen auf die Grafschaft als Kunkellehen |
| Wilhelm II.                                                 | 1647–1650                          | sein Testament ermöglichte einen Erbanspruch der Nachkommen von Luise Henriette, falls sein Sohn Wilhelm III. ohne Nachkommen sterben sollte |
| Wilhelm III.                                                | 1650–1702                          | letzter Oranier, danach übernahm Brandenburg-Preußen die Grafschaft Moers |

## Wirtschaft

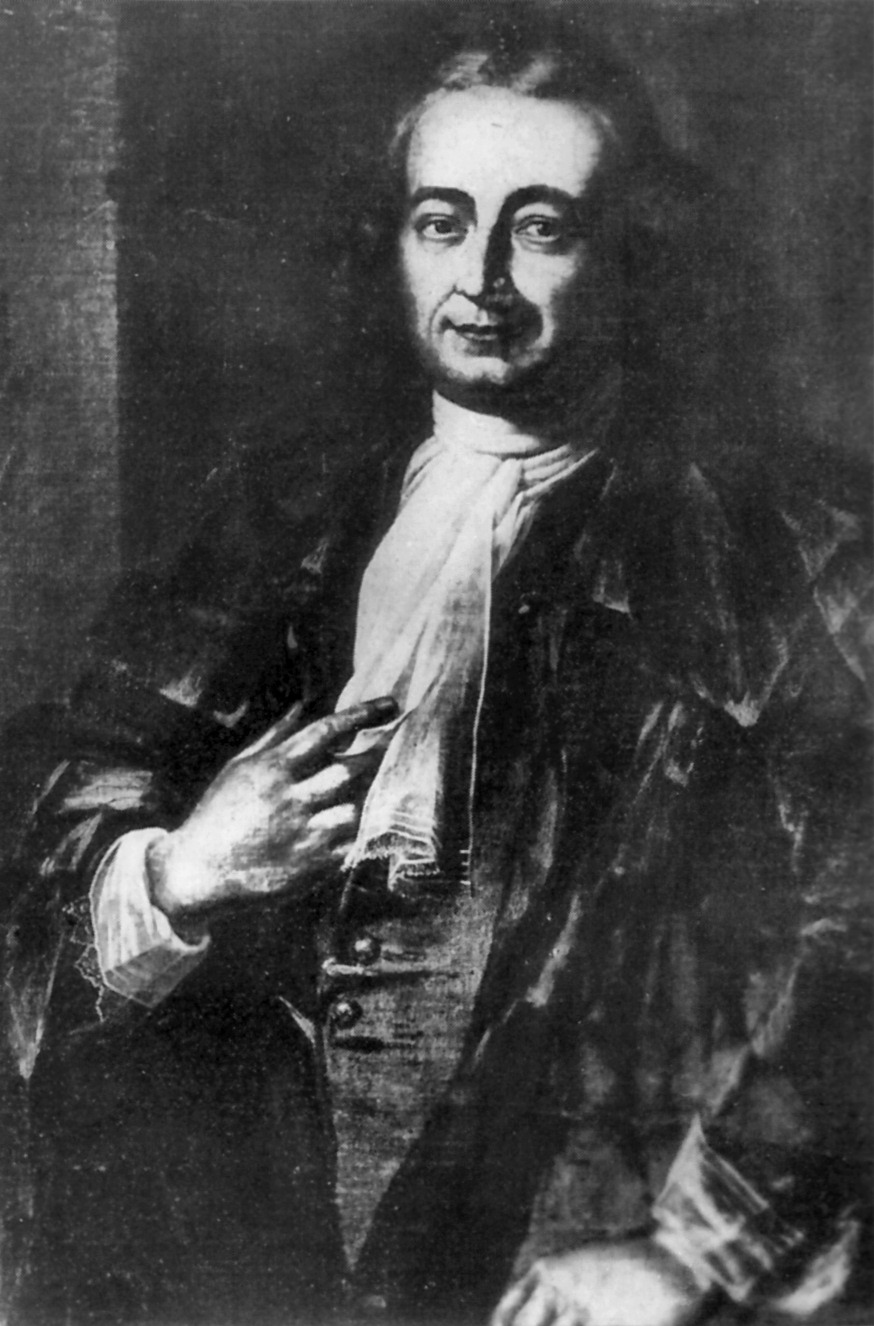
Peter von der Leyen (1697–1742)

Bis Mitte des 17. Jahrhunderts waren die Bewohner der Grafschaft überwiegend in der Landwirtschaft tätig. Zusätzlich arbeitete ein geringerer Anteil der Bewohner als Handwerker in den zu dieser Zeit benötigten Dienstleistungsbereichen. In den beiden Städten Moers und Krefeld waren Handwerker in größerer Anzahl vorhanden. Aber auch diese produzierten fast nur für den lokalen Bedarf. Die Handwerker waren in Zünften organisiert. Der älteste in Moers nachweisbare „Amts- oder Gildebrief“ stammt von 1453 und betrifft die Schuhmacher. Nachweisbare Zünfte um 1750 waren: Bäcker, Schreiner, Zimmerleute zusammen mit Drechslern und Glasern, Garn- und Leineweber und Schmiede. Auch der Vertrieb der Waren von Töpfern und Webern, die Waren über den eigenen Bedarf hinaus herstellten, war lediglich auf das nähere Umland beschränkt. Neben den organisierten Handwerkern gab es Meister, die ihr Gewerbe zunftfrei betrieben. Hierzu gehörten auch Bierbrauer, Korn- und Branntweinbrenner und Goldschmiede.
Der Vertrieb der Produkte erfolgte überwiegend auf den von der Obrigkeit genehmigten Stadtmärkten in Krefeld und Moers. Diese Wochenmärkte durften an einem Tag in der Woche durchgeführt werden. Neben diesen Markttagen gab es noch einige wenige Tage im Jahr, an denen Jahrmärkte genehmigt waren. Mit einem zusätzlichen Fernhandel von Textilien begannen ab etwa Mitte des 18. Jahrhunderts die ersten kleinen Webereien in Krefeld.
In einem breiten Streifen von Hüls im Süden bis Moyland im Norden war am linken Niederrhein nahe der Oberfläche Ton in guter Qualität vorhanden, der für die Töpferei geeignet war und abgebaut wurde. Bereits um 500 v. Chr. ist die Töpferei im Bereich Hülserberg nachweisbar. In der Grafschaft lag das Zentrum für die Erzeugung von Töpferprodukten wie Dachziegeln, Wandtafeln und Töpferwaren zwischen Hülserberg mit Vluyn und Rayen mit Schaephuysen. Blütezeit für das Töpferhandwerk in diesem Gebiet war das 17. bis 19. Jahrhundert.

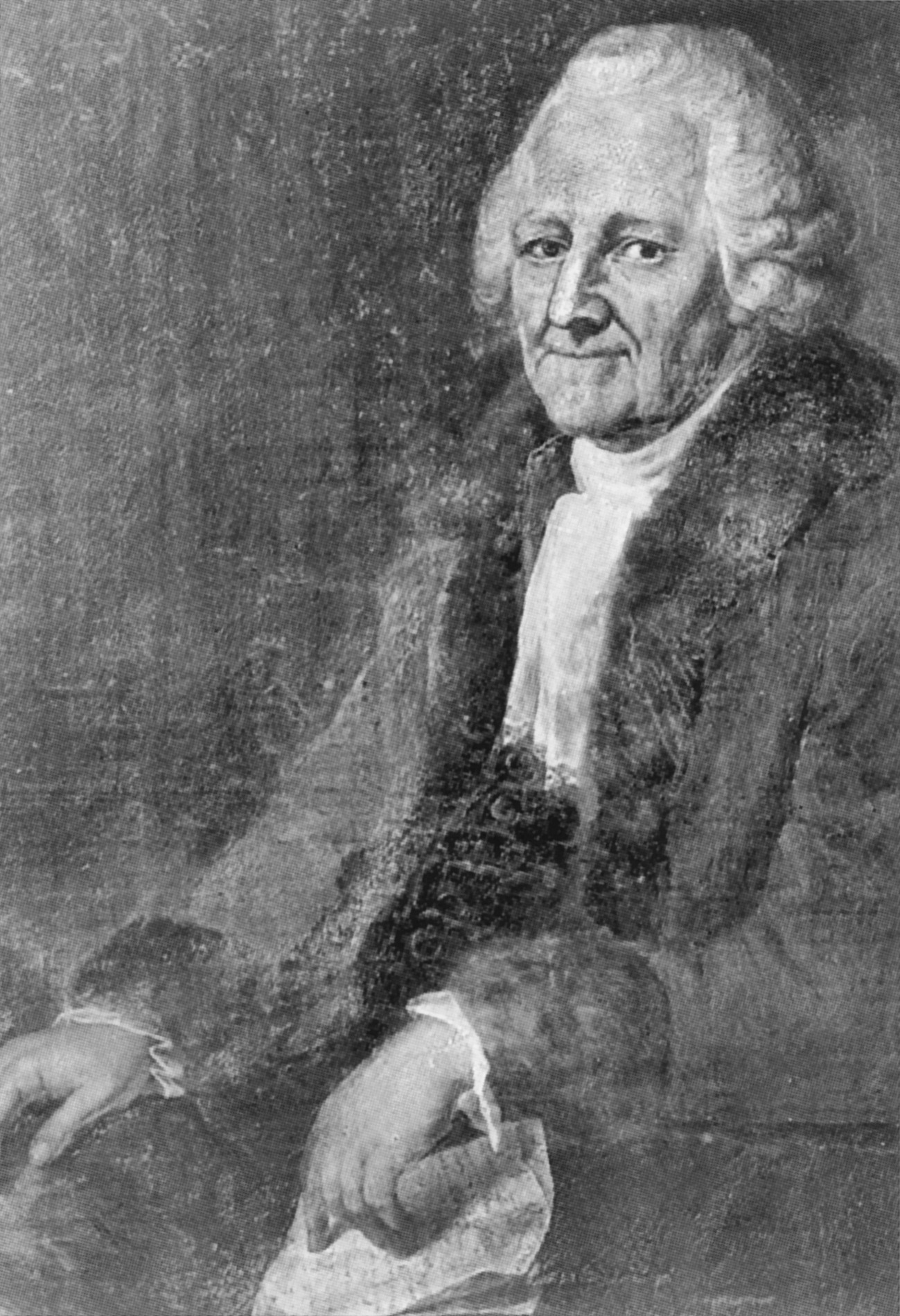
Friedrich von der Leyen (1701–1778)

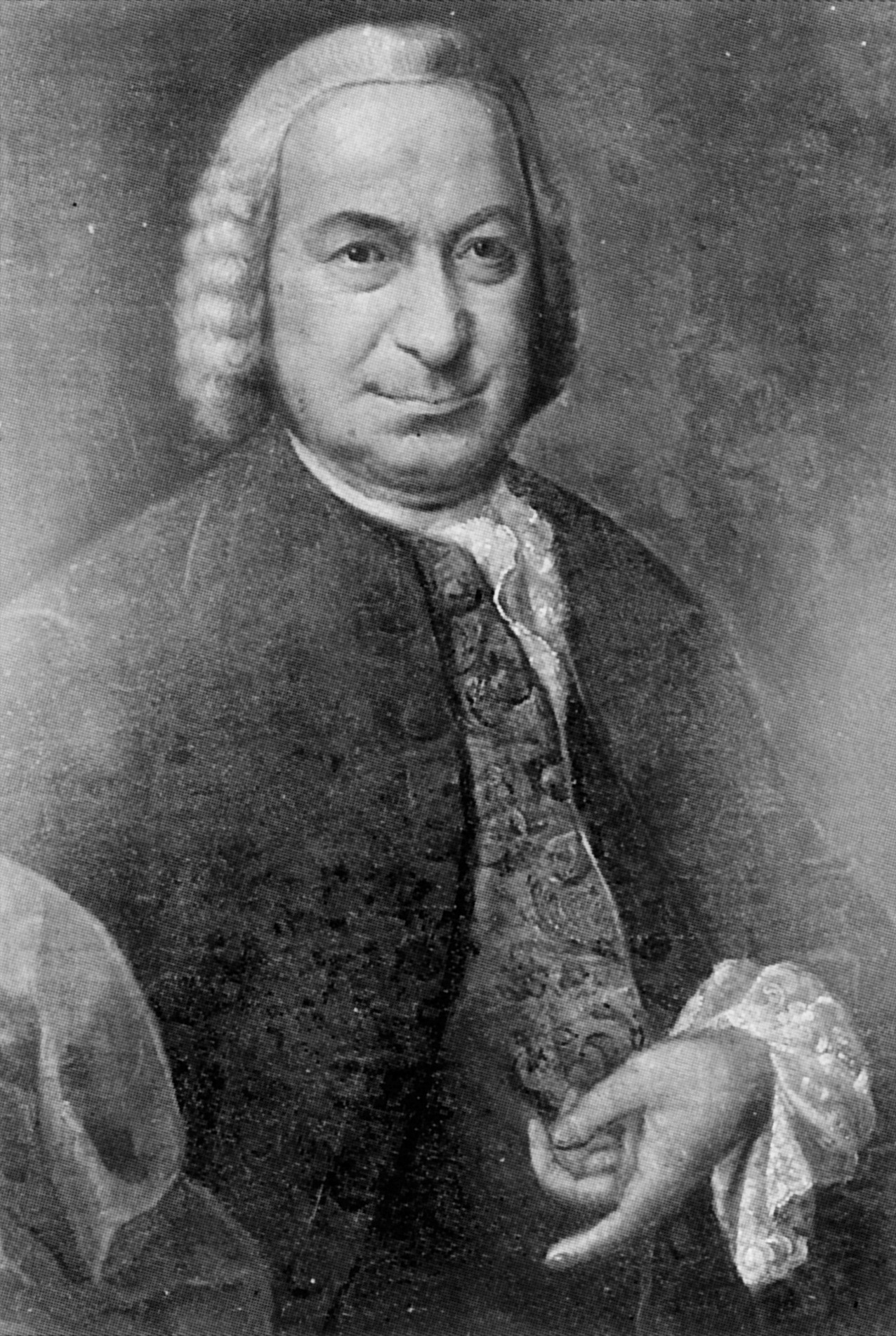
Heinrich von der Leyen (1708–1782)

Neben der Töpferei waren der Anbau von Flachs und die Erzeugung von Leinen ein altes und vielfach verbreitetes Handwerk. Die Herstellung von Leinen war überwiegend auf den eigenen und den lokalen Bedarf begrenzt. Dies änderte sich mit den Oraniern. Nach Mitte des 16. Jahrhunderts wurden in den katholischen Gebieten des Reiches die Mennoniten verfolgt und vertrieben. Da gegen Ende dieses Jahrhunderts die Grafschaft ein evangelisches Gebiet wurde, kamen zu dieser Zeit die ersten Religionsflüchtlinge. Auch die reformierten Niederländer erlaubten als Protestanten diesen Verfolgten die Ansiedlung in den von ihnen kontrollierten Gebieten.
Mit dem Beginn der Herrschaft der Oranier siedelten sich in Krefeld weitere Mennoniten an. Unter diesen war Adolf von der Leyen mit seiner Familie, die als Mennoniten das Herzogtum Berg verlassen mussten und 1679 die Bürgerrechte in Krefeld erhielten. Durch die Mennoniten, von denen viele Weber waren, entwickelte sich Krefeld zu einem Zentrum der Leinenweber am Niederrhein. Gegen Ende des 17. Jahrhunderts war bereits mehr als ein Drittel der Krefelder in der Textilindustrie beschäftigt. Neben den Waren aus Leinen wurde auch damit begonnen, Baumwollprodukte herzustellen, da man inzwischen mit preisgünstigen irischen Baumwollwaren konkurrieren musste.
Neben Leinenwebern war unter diesen Neubürgern die bereits erwähnte Familie von der Leyen, die Posamentwirker und Händler waren und diese Produkte alsbald von Krefeld aus vertrieben. Mit der Übernahme der Regierungsgewalt durch die Preußen im Fürstentum begann neben der bereits vorhandenen Produktion von Leinen- und Baumwollwaren auch die Herstellung von Seidenwaren durch Mitglieder der Familie von der Leyen. 1720 gründete Peter von der Leyen die erste Nähseidenfirma in Krefeld. Es folgte 1721 die Produktion von Seidenband und Samtwaren durch Friedrich und seinen Halbbruder Johann von der Leyen, die 1724 mit dem Färben von Seidenwaren erweitert wurde.
Nach dem Tod Johanns gründeten 1730 die Enkel Adolfs von der Leyen Friedrich und Heinrich eine neue gemeinsame Seidenfirma. Diese erhielt vom Preußenkönig Friedrich Wilhelm I. Zollfreiheit für die Einfuhr der erforderlichen Rohstoffe und Fortfall einer Akzise auf die Fertigwaren. Allerdings galten diese Befreiungen nur für Gebiete westlich der Weser, da die Berliner Textilindustrie ebenfalls unterstützt wurde. Der Nachfolger König Friedrich II. erteilte zusätzlich das Monopol für die Herstellung von Seidenstoffen.
Die Produktion von Waren aus Seide entwickelte sich in Krefeld dank des Monopoles für die von der Leyens sehr günstig. Der Anteil der in der aufstrebenden Textilindustrie beschäftigten Krefelder stieg um die Mitte des 18. Jahrhunderts auf über 50 % an. Beispielsweise wurden 1765 von den von der Leyens 15 Zwirnmühlen mit 300 Arbeitern und 100 Bandmühlen mit 1000 Arbeitern und 500 Webstühlen betrieben. Die Stoffherstellung wurde überwiegend in Heimarbeit von ehemaligen Leinenwebern im gesamten Gebiet des Fürstentums betrieben. Die erforderlichen Webstühle wurden den Heimwerkern von den Firmen beigestellt. Der Lohn für die Heimarbeit zur Erzeugung der Seidenstoffe war niedrig. Ein Geselle verdiente nur 30 bis 50 Silbergroschen pro Woche. Die deshalb durch die Heimweberei sehr kostengünstige Herstellung der Seidenstoffe führte innerhalb weniger Jahrzehnte zur Marktführerschaft über den Niederrhein hinaus.
Die Familie von der Leyen gehörte bald zu den reichsten im Rheinland. Die Stadt Krefeld entwickelte sich entsprechend der aufblühenden Textilindustrie und bekam den Ruf einer „Samt- und Seidenstadt“. Neben den von der Leyens gab es 1787 noch weitere 12 Fabrikanten, beispielsweise die Familien Floh und de Greif mit ihren Firmen, die Produkte aus Seide herstellten. Zu diesem Zeitpunkt wurden in Krefeld 703 Webstühle betrieben, zu denen noch viele im Umland hinzukamen. Allein in der Stadt Moers waren zusätzlich 76 Stühle in Gebrauch. Der Gesamtwert der Seidenwaren betrug pro Jahr 750.000 Klever Reichsthaler. Waren im Wert von über 600.000 Reichsthalern davon gingen in den überregionalen Export und davon über zwei Drittel nach Übersee und Amerika.
Obwohl in der Franzosenzeit die Kontakte der Familie von der Leyen zur französischen Obrigkeit wie vorher zum preußischen Königshaus auch gut waren, wurde ihr Monopol für die Herstellung von Seidenprodukten aufgehoben und es entstanden viele Konkurrenzfirmen sowohl im ehemaligen Fürstentum wie auch darüber hinaus in anderen preußischen Gebieten. Zum Zeitpunkt des rechtlichen Endes der Grafschaft bzw. des Fürstentums 1801 war neben der Landwirtschaft eine florierende Textilwirtschaft vorhanden, die Waren aus Leinen, Baumwolle und Seide herstellte.

## Kultur
Die Grafschafter Tracht der Frauen ist bis heute überliefert.